# Друга битва при Гердонії
Друга битва при Гердонії — складова частина Другої Пунічної війни, яка відбулась у 210 р. до н.е. між карфагенським військом під командуванням Ганнібала Барки та римською армією, яку очолив Гней Фульвій Центумал.

## Передісторія
у 212 р. до Р.Х. карфагенська армія Ганнібала зіштовхнулася з труднощами у проведенні своєї військової кампанії. Це було пов'язано з тим, що римляни змогли трьома арміями оточити Капуя- місто-союзник Барки, яке знаходилось безпосередньо на території Італія. Тіт Лівій про ці події писав так:Три полководці стояли тепер довкола Капуї, і три війська з трьох різних сторін створювали рів довкола міста, створювали укріплення.
Оскільки це місто підтримувало карфагенського полководця довгий час (після переможної Битва при Каннах 216 р. до н.е.), де римляни зазнали нищівних втрат, він вирішив спробувати розбити облогу. 
Спочатку карфагенським командуванням було вирішено йти безпосередньо у бій проти військ, які тримали облогу. Битва тривала п'ять днів, перевагу на полі бою мали римські війська. Тоді план було змінено: карфагеняни вирішили відволікти їх шляхом організації походу на Рим. За планом вони повинні були покинути Капуї, щоб захистити свою столицю. Результатом став ще один програш, після чого Ганнібал Барка відмовився від ідеї допомогти союзникам через розмір власних втрат.
Після подій у Капуї армія Карфагену була ослабленою, через що він, як полководець, втрачав авторитет союзників і був змушений тримати їх в страху за допомогою військової сили, щоб запобігти їх переходу на бік римлян, адже така загроза була досить реальною. Полібій про це писав:Щойно Капуя перейшла на бік римлян, в той самий момент міста захвилювались, як того варто було очікувати, і тільки чекали слушного моменту, щоб перейти на бік римлян. Засмучений цим фактом Ганнібал не знав, що робити
У цей час нестабільна ситуація і для римлян також: впродовж багатьох років призвела до втоми армії; постійні загибелі воїнів у битвах не задовольняли сусідні племена, якими керували римляни, адже вони повинні були поновлювати війська новою живою силою; багатства з державної казни було витрачено на протистояння з Карфагеном.
Остання з перелічених проблем змусила прийти до рішення скоротити сухопутну римську армію, щоб на її утримання потрібно було менше коштів. Це не розв'язало головного питання: окрім наземних військ, частиною збройних сил Риму був флот, який не було чим забезпечувати. Спроба перекласти фінансування морських сил на відповідальність заможних патриціанських родів завершилась їх масовим незадоволенням.

## Бойові дії
У ситуації, що склалася було зрозуміло, що вдало захиститись у разі нападу ганнібалу, який мав статись рано чи пізно, було б складно. Римський консул Марк Клавдій Марцелл ухвалив рішення, що чекати нападу неготовими до захисту було б нерозумно й вирішив вирушити у військовий похід проти карфагенян першим, використовуючи сухопутну армію. Він зміг взяти під контроль декілька міст, що були союзниками Барки. 
У цей самий період часу консул минулого року Гней Фульвій Центумал привів війська до воріт Гердонії, адже він був певен, що зможе легко завоювати дане місто. Ганнібал вирішив розбити його війська та одночасно настрашити консула Клавдія Марцела, який мав би покинути завоювання й повернутись до Риму, аби уникнути зустрічі з карфагенським полководцем в бою.
З самого початку співвідношення чисельності важкої піхоти в арміях було відчутно нерівним: римська армія програвала у кількості піхоти. Однак кінноти була приблизно однакова кількість. 
Ганнібал вирішив використати стратегію, яка допомогла йому перемогти у битві при Каннах у 216 р. до Р.Х. Щойно стало очевидно, що карфагенська піхота перемагає Барка наказав частинні кінноти обійти поле битви й атакувати з середини римський військовий табір. Удар у тил став несподіваним для військ консула, які опинились в котлі. Гнея Фульвія Центумала було вбито. Врятуватись змогли лише декілька тисяч римських військових. 

## Наслідки
Перемога Ганнібала серйозно занепокоїла римлян з тієї причини, що їхній авторитет було підірвано, а в захоплених містах почали з'являтись бунтівники. Зокрема відомий інцидент у Кампанії, де під впливом перемоги Барки група заколотників на чолі з братами Блосіями вирішили вночі влаштувати пожежу в таборі римлян. Все завершилось тим, що раби попередили  командування військових сил про задум. Блосіїв було жорстоко вбито. 
Карфагенянам перемога у битві допомогла зберегти свої хиткі позиції в Італії серед союзників, адже вони змогли довести свою військову могутність. Окрім цього, отримали час на реорганізацію та відновлення сил війська, бо римлянам довелось тимчасово відмовитись від проведення наступальних операцій через поразку при Гердонії та внутрішні проблеми.